# Tritomaria quinquedentata
Tritomaria quinquedentata ist eine Lebermoos-Art aus der Familie Lophoziaceae und gehört zur Gruppe der beblätterten Lebermoose. Es gibt mehrere deutsche Namen dieser Art: Großes Schieflebermoos, Fünfzähniges Ungleichlappenmoos, Fünfzähniges Dreilappenspitzmoos.
Nach neueren Veröffentlichungen aus den Jahren 2016 und 2017 heißt die Art nunmehr Trilophozia quinquedentata (Huds.) Bakalin. Die Gattung Trilophozia (R.M.Schust.) Bakalin gehört so wie Tritomaria zur Familie Lophoziaceae.

## Merkmale
Die Pflanzen sind grün bis braungrün, niederliegend, bis 5 Zentimeter lang und 2 bis 3 Millimeter breit. Sie bilden entweder kräftige Rasen oder wachsen vereinzelt zwischen anderen Moosen. Die Stämmchenunterseite ist dicht mit Rhizoiden besetzt. Die Blätter sind schräg bis quer angewachsen, etwa 1 bis 1,4 Millimeter lang und breit, asymmetrisch und oben in drei sehr ungleich große Lappen geteilt. Der hintere, größere Blattlappen ist stumpf oder spitz, die zwei übrigen kleineren stachelspitzig. Die Blattzellen sind dünnwandig mit teils knotig verdickten Zellecken, in der Blattmitte zirka 20 bis 30 Mikrometer groß. Die Zelloberfläche (Kutikula) ist gestrichelt warzig. Pro Blattzelle sind etwa 6 bis 15 Ölkörper vorhanden. Unterblätter fehlen oder sind nur am Stämmchenende vorhanden.
Die Geschlechterverteilung ist diözisch. Sporogone werden gelegentlich gebildet. Das Perianth ist eiförmig-zylindrisch und im oberen Drittel gefaltet, die Mündung gelappt und gezähnt. Brutkörper fehlen oder sind selten.

## Standortansprüche
Die Art lebt an mäßig schattigen und mäßig frischen Stellen auf neutralem bis schwach saurem Substrat. Hier wächst sie auf Silikatgestein und übererdetem Karbonatgestein, manchmal epiphytisch an Baumbasen, selten auf Totholz. Oberhalb der Waldgrenze ist sie oft als Bodenmoos in Latschenbeständen recht häufig.

## Verbreitung
Das Verbreitungsgebiet ist die Nordhalbkugel. Vorkommen gibt es in Europa, das Mittelmeergebiet ausgenommen, in der Türkei, in Sibirien, im Himalaya, in China und Japan, im nördlichen Nordamerika und in der Arktis.
In Österreich kommt die Art von der montanen bis zur nivalen Höhenstufe, bis etwa 3400 Meter Höhe, vor, ist in den Alpen verbreitet und oft häufig, sonst weniger häufig bis selten oder gebietsweise fehlend.
In Deutschland kommt sie vielfach in den Alpen und den Mittelgebirgen vor. Im Tiefland fehlt sie.